# Juris Šics
Juris Šics (n. 26 aprilie 1983, Sigulda, Republica Sovietică Socialistă Letonă, URSS) este un sănier ce a reprezentat Letonia, medaliat olimpic. A participat la 4 ediții ale Jocurilor Olimpice (2006, 2010, 2014, 2018) în care a câștigat o medalie de argint și două medalii de bronz.